# Wenko-Wenselaar
Die Wenko-Wenselaar GmbH & Co. KG (Eigenschreibweise: WENKO-WENSELAAR GmbH & Co. KG) ist ein Ende der 1950er Jahre gegründetes Unternehmen, das Haushaltswaren produziert und vertreibt. Es stellt insbesondere Produkte für Bad, Küche, Wäsche und Wohnen her.
Das Unternehmen beschäftigt weltweit rund 470 Mitarbeiter und hat seinen Firmensitz seit 1986 in Hilden bei Düsseldorf.

## Geschichte
Ende der 1950er Jahre gründete Wietze Wenselaar gemeinsam mit seiner Ehefrau Maria Köllner das Unternehmen. Erste Erfolge erzielten sie mit der Herstellung und Vermarktung des ersten metallbeschichteten Bügelbrettbezuges Deutschlands. Als Vertriebsweg dienten zunächst der klassische Handel sowie der Versandhandel.
Mit dem Firmeneintritt von Hanns-Joachim Köllner im Jahre 1968, dem Sohn der Firmengründer, erfolgte ein Ausbau der Produktpalette. Neben ergänzenden Artikeln rund ums Bügeln wurde das Sortiment auf allgemeine Haushaltswaren ausgeweitet. Heute bietet Wenko Haushaltshelfer, Badaccessoires sowie Aufbewahrungssysteme an.
Im August 2002 traten Niklas Köllner und Philip Köllner (August 2004) in das Unternehmen ein. Seit April 2013 gehören diese zur Geschäftsführung.

## Unternehmensname und -logo
Der Firmenname „Wenko“ leitet sich aus den Familiennamen der beiden Unternehmensgründer ab: Wenselaar und Koellner. Das Firmenlogo hat sich im Laufe der Zeit mehrfach gewandelt. Während in den Anfangsjahren noch eine Windmühle die Marke repräsentierte, wird das heutige auf blauweißem Hintergrund gebettete Markenbrand durch den Slogan „Die bessere Idee“ ergänzt.

## Geschäftsbereiche

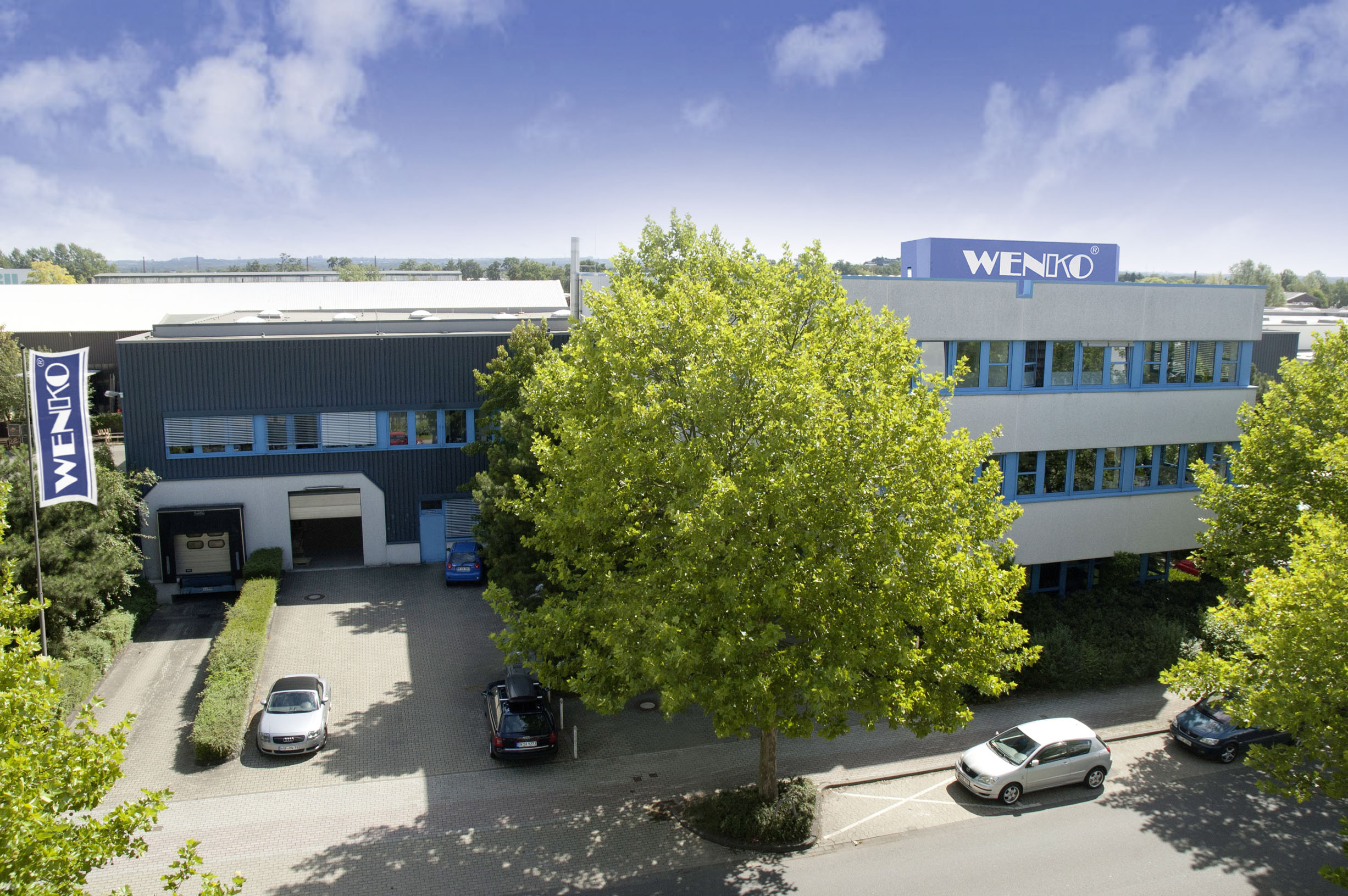
Wenko Firmensitz in Hilden, Deutschland

Die Wenko-Produktpalette umfasst rund 5.000 Artikel (Stand: Januar 2021) auf der Basis von über 1.500 Patenten und Schutzrechten, die über mehrere Vertriebskanäle international vermarktet werden.
1997 wurde mit der Wenko-Prodlog im nordrhein-westfälischen Hückelhoven ein Logistikzentrum angegliedert. Von hier aus erfolgt der Versand der Waren in mehr als 81 Länder. 2017 investierte Wenko in eine neue Logistikhalle (35.000 m²) mit einer automatisierten Förderbandanlage, die die Kapazitäten verdreifacht hat. Somit können täglich 50.000 Greifeinheiten (Pickmenge) bewältigt werden. Daneben besitzt Wenko Tochtergesellschaften in Frankreich, Spanien, Italien sowie in den USA und China.
Im Juli 2020 gab das Unternehmen die Übernahme der Versandhandelsfirma Maximex mit Sitz im niedersächsischen Nordhorn bekannt. Im Zuge dessen wurde rückwirkend zum 1. Januar 2020 die Versandhandelssparte der Wenko GmbH in das Nordhorner Unternehmen integriert und unter der Firmierung Maximex GmbH & Co. KG als 100-prozentige Tochtergesellschaft der Wenko weitergeführt.